# Ronald Coase
Ronald Harry Coase (ur. 29 grudnia 1910 w Londynie, zm. 2 września 2013 w Chicago) – brytyjski ekonomista, laureat Nagrody Banku Szwecji im. Alfreda Nobla w dziedzinie ekonomii w 1991 roku.

## Kariera akademicka
Ronald Coase był profesorem na University of Buffalo w latach 1951–1958, na University of Virginia w latach 1958–1964, a od 1964 był profesorem University of Chicago i redaktorem „Journal of Law and Economics”. Za swoje badania nad znaczeniem kosztów transakcyjnych i praw własności dla struktury instytucjonalnej i funkcjonowania gospodarki otrzymał w 1991 roku Nagrodę Banku Szwecji im. Alfreda Nobla.

## Wkład w teorię ekonomii
Pierwszą ważną publikacją autorstwa Coase’a jest (opublikowany w 1937 roku) artykuł zatytułowany The Nature of the Firm, napisany, gdy Coase był jeszcze studentem. Coase, który w początkowym okresie swojego życia był socjalistą, usiłował udzielić w nim odpowiedzi na pytanie, dlaczego ekonomiści uważają, że gospodarka narodowa w socjalizmie nie może być efektywnie zarządzana jak jedno wielkie przedsiębiorstwo, podczas gdy istnieją duże przedsiębiorstwa kapitalistyczne takie jak General Motors czy Ford, które są skutecznie zarządzane. Zdaniem Coase’a, przedsiębiorstwa są wprawdzie zarządzane w podobny sposób, jak gospodarki planowe – różnica polega jednak na tym, że ich wielkość wyznaczona jest przez dobrowolne decyzje, które wynikają z wysokości rynkowych kosztów transakcyjnych. Gdyby koszty związane z zawieraniem transakcji były zerowe, wówczas, według Coase’a, nie byłoby potrzeby tworzenia przedsiębiorstw i wszelka działalność gospodarcza miałaby miejsce w formie bezpośrednich transakcji rynkowych. Jeżeli jednak rynkowe koszty transakcji są wysokie, wówczas działalność gospodarcza w obrębie przedsiębiorstwa może być bardziej efektywna niż za bezpośrednim użyciem mechanizmu rynkowego, bo taki sposób koordynacji kontraktów (np. umów o pracę) obniża koszty ich zawierania i realizacji. Wyjaśnienie, że zakres działalności przedsiębiorstwa zależy od poziomu kosztów transakcyjnych zapoczątkował nowy kierunek badań ekonomicznych. Artykuł Coase’a był cytowany w latach 1966–1980 co najmniej 169 razy.
Jeszcze częściej cytowaną pracą Coase’a jest jego późniejszy artykuł zatytułowany The Problem of Social Cost, opublikowany w 1960 roku. Przedstawił w nim sposób rozwiązania problemu negatywnych efektów zewnętrznych, znany obecnie jako teoremat Coase’a. W przeciwieństwie do wcześniejszych prób rozwiązania tego problemu poprzez regulację rządową lub opodatkowanie zaproponowane przez Arthura Pigou i znane obecnie jako podatek Pigou, Coase argumentował, że w przypadku dobrze zdefiniowanych praw własności i niskich kosztów transakcyjnych problem efektów zewnętrznych może być rozwiązany poprzez dobrowolne transakcje pomiędzy stronami, których te efekty dotyczą.